# نادي ثيوداد ريال لكرة اليد
نادي ثيوداد ريال لكرة اليد هو نادي كرة يد في إسبانيا تأسس في سنة 1983 يقع مقره في ثيوداد ريال، كاستيا-لا مانتشا. كان يلعب في الدوري الإسباني لكرة اليد. تبلغ سعة ملعبه 5200 متفرجا. تم حل النادي في سنة 2011.